# Cetrion
Cetrion es un personaje ficticio del universo de Mortal Kombat. Su primera aparición fue en Mortal Kombat 11, lanzado en 2019, como una villana secundaria.

## Presentación
El personaje fue presentado oficialmente por Game Informer, quien tenía un convenio con NetherRealm Studios para la publicación exclusiva de noticias y adelantos sobre Mortal Kombat 11. Cetrion fue presentada el 2 de abril de 2019, en un tráiler de revelación en el canal de YouTube de Game Informer y posteriormente en su sitio oficial.

## Biografía ficticia
Cetrion aparece por primera vez durante los eventos de Mortal Kombat 11, cuando Raiden visita a los Dioses Antiguos para consultarlos sobre los planes de Kronika para con la línea temporal en la que están. Cetrion, Diosa Antigua de la Luz y el Bien, le dice a Raiden que no puede cambiar el destino y que se hará la voluntad de Kronika, que además es su madre.
Cuando los planes de Kronika se ven frecuentemente frustrados por los Campeones de la Tierra, Cetrion se ve obligada a interferir y es enviada a la isla de Shang Tsung con la Corona de Almas de Kronika para recargarla con las almas que ahí yacen y darle poder a Kronika. Sin embargo, Jacqui Briggs y la versión joven de Jax Briggs llegan antes a la isla, y tras vencer a Kabal retornado, Jade retornada, y Noob Saibot, toman la Corona de Almas pero son interceptados por Cetrion y la versión actual de Jax, que ha sido manipulado por Kronika para servirle. Pero Jacqui y Jax joven logran vencer a Cetrion y usar la corona en su contra. Derrotada, Cetrion abre un agujero en el suelo y arroja a Jacqui, obligando a Jax joven a entregarle la corona para traer a Jacqui de vuelta. Así, Cetrion vuelve a Kronika con la Corona de Almas y le da la energía necesaria para continuar con su plan.
Cetrion vuelve a aparecer, con un aspecto rojo y flamante, en la guardia del tiempo de Kronika, para enfrentar a Liu Kang Dios del Fuego, pero es vencida, dejando a Kronika sin protección, entonces Cetrion se sacrifica y le otorga su alma a Kronika. El alma de una Diosa Antigua le da a Kronika el poder necesario para reescribir la historia, pero es vencida y asesinada por Liu Kang Dios del Fuego.

## Apariciones en los juegos

### Mortal Kombat 11
Interpretada por Mary Elizabeth McGlynn en su idioma original, y Cony Madera en el doblaje a español latino.

#### Movimientos especiales
- Barrera natural: Cetrion levanta varias rocas del suelo, formando una barrera que golpea al oponente.
- Ira infernal: Cetrion se eleva y lanza una línea de fuego hacia el suelo en diagonal.
- Golpe de roca: Cetrion eleva una enorme roca del suelo y la lanza hacia adelante.
- Rebote de roca: Cetrion eleva una enorme roca del suelo y la lanza en diagonal hacia el oponente.
- Tirón de zarcillo: Cetrion entierra sus zarcillos en el suelo y aparecen debajo del oponente, tomándolo y aplastándolo contra el suelo.
- Terremoto: Cetrion golpea el suelo dos veces, causando daño al oponente si está tocando el suelo.
- Hidrotransporte: Cetrion usa un gran chorro de agua para estar detrás del oponente.
- Géiser: Cetrion crea un géiser debajo del oponente.
- Vientos mortales: Cetrion crea un tornado.
- Roca aplastante: Cetrion eleva una roca del suelo y la aplasta con una ráfaga de aire descendente, los fragmentos golpean al oponente.
- Círculo de la vida: Cetrion crea un aro de fuego y energía térmica a su alrededor y lo usa para que golpe al oponente si es atacada.
- Vientos consagrados: Cetrion crea un vendaval que empuja al oponente.
- Anillo de fuego: Cetrion crea una cantidad mínima de energía térmica que inflige daño al oponente.
- Halo de vapor: Cetrion usa una enorme cantidad de vapor que le permite bloquear mientras la golpean.

#### Fatal Blow
- Sauce llorón: Cetrion hace crecer un árbol detrás del oponente, al cual le lanza una enorme roca para enviarlo de un golpe al árbol, donde se estrella, luego eleva tres rocas filosas y las clava en su oponente, una en cada mano y una en la cabeza. Por último, dispara un rayo de energía térmica al oponente, clavado en el árbol, y lo empuja con tal fuerza que rompe el árbol.